# Jiří Svetozar Kupka
Jiří Svetozar Kupka (28. září 1921 Praha – 4. července 2017 Praha) byl český spisovatel, prozaik a scenárista.

## Životopis
Narodil se v roce 1921 v rodině úředníka. Absolvoval v 1940 reálné gymnázium v Praze-Libni a v 1941 abiturientský kurz při Obchodní akademii v Praze na Vinohradech. V letech 1941 až 1945 pracoval jako obchodní referent u zemědělské firmy Selecta. Publikovat začal po konci druhé světové války a napsal řadu románů a televizních her o životě významných osobností české historie. Od roku 1946 se stal redaktorem časopisů vydávaných Ústřední radou družstev: Zemědělské družstevní noviny, Družstevní věstník, Spotřebitel a Nový svět.
V letech 1950–1951 byl redaktorem kulturněpolitického měsíčníku Směna v nakladatelství Mladá fronta. V letech 1950–1959 byl filmovým dramaturgem v Československým státním filmu (ČSF); z toho však rok (1952–1953) byl řidičem na stavbě Slapské přehrady. V této době vydal román z prostředí libeňských závodů Pražské jaro (1952), v němž zobrazil budovatelské nadšení mládeže na počátku 50. let. Z brigády na stavbě Slapské přehrady vytěžil román Rušné dny (1955), který se řadí k umělecky nejhodnotnějším budovatelským románům 50. let.
Od října 1956 do května 1957 se s režisérem Jiřím Sequensem a kameramanem Rudolfem Miličem zúčastnil námořní cesty z Gdyně kolem Afriky na Dálný východ a Suezským průplavem zpět, kde natočili společně středometrážní dokumentární filmy „Muži na palubě“, „Hranice světadílů“ a „Země středu“ (všechny 1962).
V letech 1959–1970 byl vedoucím zahraničního oddělení Svazu československých spisovatelů. Roku 1970 začal pracovat jako topič v teplárně. Za pobytu v Německu v roce 1971 utrpěl těžký úraz s trvalými následky; čtyři roky byl v invalidním důchodu. Pak se stal spisovatelem z povolání.
V roce 1977 vydal obsáhlý román Vzpoura, v němž zpracoval skutečnou událost, vzpouru rakousko-uherských válečných námořníků deseti národností v boce Kotorské, v jejímž čele stál přerovský rodák František Rasch.
V 70. letech se také intenzivně rozvinula jeho spolupráce s televizí. Napsal přes dvě desítky televizních her, např. o životě Zdeňka Nejedlého (Přitažlivost země, 1978) a Bernarda Bolzana (Zákon rovnosti, 1979). Je též autorem dvou příběhů ze seriálu Třicet případů majora Zemana (Rukojmí z Bella Vista, Poselství z neznámé země). Podle scénáře epizody Rukojmí z Bella Vista pak v roce 1980 vydal i stejnojmenný román.

## Dílo

### Knihy (výběr)
| - Jak Honza dobýval slunce. 1950 - Rušné dny. 1955 - Frontový pilot. 1959 - Loď do Šanghaje. 1960 - Hlavní muž světa. 1965 - Mat královně. 1967 - Prázdniny s Dominikou. 1968 - Zkáza křižníku Campeador. 1970 - Vzpoura. 1977 - Rukojmí z Bella Vista. 1980 - Hra naostro. 1982 - Krycí jméno Sigma. 1983 - Operace Fíkový list. 1985 | - Kazeta. 1989 - Čech jako poleno. 1997 - Brána věčnosti. 2002 - Hry velkých chlapců. 2003 - Balkánský sud prachu. 2003 - Královská jízda. 2006 - Krvavé jahody. 2006 – viz také: Věra Sosnarová - Záhadný mistr Theodorik. 2007 - Zamilovaný císař. 2007 - Urozený podivín Špork. 2009 - Dlouhé noci Karla Sabiny. 2011 - Válečná nevěsta. 2014 |

### Filmografie
Námět
| - 1989 Uzavřený okruh - 1988 Herec (TV film) - 1988 Piloti - 1985 Tvář za oknem (TV inscenace) - 1984 Aféra Fénix (TV inscenace) - 1982 Předehra (TV inscenace) - 1981 Hodina života - 1981 Velké malé vody (TV inscenace) - 1981 Rukojmí v Bella Vista - 1981 Sedm Spartakových dní (TV hra) - 1975 Velký oblouk (TV inscenace) - 1961 Smrt na cukrovém ostrově - 1955 Hory a moře Scenárista - 1995 Generál Eliáš (TV inscenace) - 1994 Bludiště (TV inscenace) - 1993 Noc rozhodnutí (TV inscenace) - 1991 Odsouzen k životu (TV film) - 1989 Uzavřený okruh - 1988 Herec (TV film) - 1988 Svědek času (TV inscenace) - 1987 Bogan (TV inscenace) - 1987 Nepolepšitelný starý muž (TV minisérie) - 1986 Trvale jasno (TV inscenace) - 1985 Políčko (TV inscenace) | - Tvář za oknem (TV inscenace) - 1984 Aféra Fénix (TV inscenace) - 1984 Dlouhý čas naděje (TV inscenace) - 1983 Tisíc mil pro tatřičku(TV film) - 1982 Archimédův bod (TV inscenace) - 1982 Předehra (TV inscenace) - 1981 Důkaz (TV inscenace) - 1981 Hodina života - 1981 Velké malé vody (TV inscenace) - 1980 Rukojmí v Bella Vista - 1979 Zákon rovnosti (TV inscenace) - 1978 Přitažlivost země (TV inscenace) - 1978 Třicet případů majora Zemana (TV seriál) - 1977 Člověk odjinud (TV inscenace) - 1976 Bílá růže (TV inscenace) - 1976 Strom vědění dobrého (TV inscenace) - 1976 Vítek (TV inscenace) - 1976 Z nocí požárů (TV inscenace) - 1975 Velký oblouk (TV inscenace) - 1973 Černé na bílém (TV inscenace) - 1973 Muž, který chtěl být bohem (TV inscenace) - 1959 Země středu - 1958 Hranice světadílů - 1958 Muži na palubě |